# Pjotr Bessonov
Pjotr Aleksejevitj Bessonov (ryska: Пётр Алексеевич Бессонов), född 16 juni (gamla stilen: 4 juni) 1828 i Moskva, död 6 mars (gamla stilen: 22 februari) 1898 i Charkov, Guvernementet Charkov, Kejsardömet Ryssland var en rysk språkforskare.
Bessonov var 1867–1879 bibliotekarie vid universitetet i Charkov och därefter professor i slavisk filologi där. Han inlade förtjänst genom sina studier över bulgarernas, serbernas och ryssarnas språk och litteratur. 
Bessonov utgav bland annat den första större samlingen av bulgariska folkvisor ("Bolgarskija pjesni", 1855), en samling serbiska folkvisor och traditioner under titeln "Lazarica" (1857) samt Pjotr Kirejevskijs stora samling av ryska folkvisor (tio delar, 1860–1874), vitryska folkvisor (1871) och andliga poem ("Kaliki perechozjije", 1861–1864), varjämte han bland annat författade biografier över slaviska lärda.